# Ligue 1 de 2018–19
A Ligue 1 de 2018–19 foi a 81ª edição do Campeonato Francês de Futebol. A edição da temporada 2018–19 começou no dia 10 de agosto de 2018. Tendo o Paris Saint-Germain como campeão.

## Promovidos e Rebaixados
| Pos. | Rebaixados da Ligue 1 |
| ---- | --------------------- |
| 19º  | Troyes                |
| 20º  | Metz                  |

| Pos. | Promovidos da Ligue 2 |
| ---- | --------------------- |
| 1º   | Stade de Reims        |
| 2º   | Nîmes Olympique       |

## Regulamento
A Ligue 1 de 2018-19 foi disputada por 20 clubes em 2 turnos. Em cada turno, todos os times jogaram entre si uma única vez. Os jogos do segundo turno foram realizados na mesma ordem do primeiro, apenas com o mando de campo invertido. Não há campeões por turnos, sendo declarado campeão o time que obtiver o maior número de pontos após as 38 rodadas e rebaixados os três com menor número de pontos. O campeonato deu três vagas à Liga dos Campeões da UEFA e uma à Liga Europa da UEFA.

### Critérios de desempate
Caso haja empate de pontos entre dois clubes, os critérios de desempate serão aplicados na seguinte ordem:
1. Saldo de gols
2. Gols marcados
3. Confronto direto

## Participantes

### Número de equipes por região
| Posição | Região                    | Nº de equipes | Equipes                                 |
| ------- | ------------------------- | ------------- | --------------------------------------- |
| 1       | Occitania                 | 3             | Montpellier, Nîmes Olympique e Toulouse |
| 2       | Ródano-Alpes              | 2             | Lyon e Saint-Étienne                    |
| 2       | Bretanha                  | 2             | Guingamp e Rennes                       |
| 2       | Altos da França           | 2             | Amiens e Lille                          |
| 2       | País do Loire             | 2             | Angers e Nantes                         |
| 2       | Provença-Alpes-Costa Azul | 2             | Olympique de Marseille e Nice           |
| 7       | Borgonha-Franco-Condado   | 1             | Dijon                                   |
| 7       | Grand Est                 | 1             | Strasbourg                              |
| 7       | Ilha de França            | 1             | Paris Saint-Germain                     |
| 7       | Mónaco                    | 1             | Monaco                                  |
| 7       | Normandia                 | 1             | Caen                                    |
| 7       | Nova-Aquitânia            | 1             | Bordeaux                                |
| 7       | Champanha-Ardenas         | 1             | Stade de Reims                          |

### Informação dos clubes
| Equipe                 | Cidade           | Treinador            | Estádio (mando)               | Capacidade | Material Esportivo |
| ---------------------- | ---------------- | -------------------- | ----------------------------- | ---------- | ------------------ |
| Amiens                 | Amiens           | Christophe Pélissier | Stade de la Licorne           | 12.097     | Adidas             |
| Angers                 | Angers           | Stéphane Moulin      | Stade Raymond Kopa            | 18.835     | Kappa              |
| Bordeaux               | Bordéus          | Gustavo Poyet        | Matmut Atlantique             | 42.115     | Puma               |
| Caen                   | Caen             | Patrice Garande      | Stade Michel d'Ornano         | 20.453     | Umbro              |
| Dijon                  | Dijon            | Olivier Dall'Oglio   | Stade Gaston-Gérard           | 17.098     | Lotto              |
| Guingamp               | Guingamp         | Antoine Kombouaré    | Stade du Roudourou            | 19.126     | Patrick            |
| Lille                  | Lille            | Christophe Galtier   | Stade Pierre-Mauroy           | 50.196     | New Balance        |
| Lyon                   | Décines-Charpieu | Bruno Génésio        | Parc Olympique Lyonnais       | 59.196     | Adidas             |
| Monaco                 | Monaco           | Leonardo Jardim      | Stade Louis II                | 19.523     | Nike               |
| Montpellier            | Montpellier      | Michel Der Zakarian  | Stade de la Mosson            | 32.939     | Nike               |
| Nantes                 | Nantes           | Miguel Cardoso       | Stade de la Beaujoire         | 38.285     | New Balance        |
| Nice                   | Nice             | Patrick Vieira       | Allianz Riviera               | 35.624     | Macron             |
| Nîmes Olympique        | Nimes            | Victor Zvunka        | Stade des Costières           | 18.842     | Puma               |
| Olympique de Marseille | Marselha         | Rudi García          | Stade Vélodrome               | 67.381     | Puma               |
| Paris Saint-Germain    | Paris            | Thomas Tuchel        | Parc des Princes              | 48.712     | Nike               |
| Rennes                 | Rennes           | Christian Gourcuff   | Roazhon Park                  | 29.376     | Puma               |
| Saint-Étienne          | Saint-Étienne    | Jean-Louis Gasset    | Stade Geoffroy-Guichard       | 42.000     | Le Coq Sportif     |
| Stade de Reims         | Reims            | David Guion          | Auguste Delaune               | 21.668     | Hungaria           |
| Strasbourg             | Estrasburgo      | Thierry Laurey       | Stade de la Meinau            | 29.230     | Adidas             |
| Toulouse               | Toulouse         | Pascal Dupraz        | Stadium Municipal de Toulouse | 35.470     | Joma               |

## Classificação
| Pos | Equipes                | Pts | J  | V  | E  | D  | GM  | GS | SG  | Classificação ou rebaixamento                          |
| --- | ---------------------- | --- | -- | -- | -- | -- | --- | -- | --- | ------------------------------------------------------ |
| 1   | Paris Saint-Germain    | 91  | 38 | 29 | 4  | 5  | 105 | 35 | 70  | Fase de grupos da Liga dos Campeões da UEFA de 2019–20 |
| 2   | Lille                  | 75  | 38 | 22 | 9  | 7  | 68  | 33 | 35  | Fase de grupos da Liga dos Campeões da UEFA de 2019–20 |
| 3   | Lyon                   | 72  | 38 | 21 | 9  | 8  | 70  | 47 | 23  | Play-offs da Liga dos Campeões da UEFA de 2019–20      |
| 4   | Saint-Étienne          | 66  | 38 | 19 | 9  | 10 | 59  | 41 | 18  | Fase de grupos da Liga Europa da UEFA de 2019–20       |
| 5   | Olympique de Marseille | 61  | 38 | 18 | 7  | 13 | 60  | 52 | 8   |                                                        |
| 6   | Montpellier            | 59  | 38 | 15 | 14 | 9  | 53  | 42 | 11  |                                                        |
| 7   | Nice                   | 56  | 38 | 15 | 11 | 12 | 30  | 35 | –5  |                                                        |
| 8   | Reims                  | 55  | 38 | 13 | 16 | 9  | 39  | 42 | –3  |                                                        |
| 9   | Nîmes Olympique        | 53  | 38 | 15 | 8  | 15 | 57  | 58 | –1  |                                                        |
| 10  | Rennes                 | 52  | 38 | 13 | 13 | 12 | 55  | 52 | 3   |                                                        |
| 11  | Strasbourg             | 49  | 38 | 11 | 16 | 11 | 58  | 48 | 10  |                                                        |
| 12  | Nantes                 | 48  | 38 | 13 | 9  | 16 | 48  | 48 | 0   |                                                        |
| 13  | Angers                 | 46  | 38 | 10 | 16 | 12 | 44  | 49 | –5  |                                                        |
| 14  | Bordeaux               | 41  | 38 | 10 | 11 | 17 | 34  | 42 | –8  |                                                        |
| 15  | Amiens                 | 38  | 38 | 9  | 11 | 18 | 31  | 52 | –21 |                                                        |
| 16  | Toulouse               | 38  | 38 | 8  | 14 | 16 | 35  | 57 | –22 |                                                        |
| 17  | Monaco                 | 36  | 38 | 8  | 12 | 18 | 38  | 57 | –19 |                                                        |
| 18  | Dijon                  | 34  | 38 | 9  | 7  | 22 | 31  | 60 | –29 | Play-off para evitar o rebaixamento                    |
| 19  | Caen                   | 33  | 38 | 7  | 12 | 19 | 29  | 54 | –25 | Rebaixados para a Ligue 2 de 2019–20                   |
| 20  | Guingamp               | 27  | 38 | 5  | 12 | 21 | 28  | 68 | –40 | Rebaixados para a Ligue 2 de 2019–20                   |

## Confrontos
| Mandante \ Visitante   | AMI | ANG | BOR | CAE | DIJ | GUI | LIL | OL  | OM  | ASM | MON | FCN | NIC | NMS | PSG | REI | REN | STE | STR | TFC |
| ---------------------- | --- | --- | --- | --- | --- | --- | --- | --- | --- | --- | --- | --- | --- | --- | --- | --- | --- | --- | --- | --- |
| Amiens                 | —   | 0–0 | 0–0 | 1–0 | 1–0 | 2–1 | 2–3 | 0–1 | 1–3 | 0–2 | 1–2 | 1–2 | 1–0 | 2–1 | 0–3 | 4–1 | 2–1 | 2–2 | 0–0 | 0–0 |
| Angers                 | 0–0 | —   | 1–2 | 1–1 | 1–0 | 0–1 | 1–0 | 1–2 | 1–1 | 2–2 | 1–0 | 1–0 | 3–0 | 3–4 | 1–2 | 1–1 | 3–3 | 1–1 | 2–2 | 0–0 |
| Bordeaux               | 1–1 | 0–1 | —   | 0–0 | 1–0 | 0–0 | 1–0 | 2–3 | 2–0 | 2–1 | 1–2 | 3–0 | 0–1 | 3–3 | 2–2 | 0–1 | 1–1 | 3–2 | 0–2 | 2–1 |
| Caen                   | 1–0 | 0–1 | 0–1 | —   | 1–0 | 0–0 | 1–3 | 2–2 | 0–1 | 0–1 | 2–2 | 0–1 | 1–1 | 1–2 | 1–2 | 3–2 | 1–2 | 0–5 | 0–0 | 2–1 |
| Dijon                  | 0–0 | 1–3 | 0–0 | 0–2 | —   | 2–1 | 1–2 | 0–3 | 1–2 | 2–0 | 1–1 | 2–0 | 0–1 | 0–4 | 0–4 | 1–1 | 3–2 | 0–1 | 2–1 | 2–1 |
| Guingamp               | 1–2 | 1–0 | 1–3 | 0–0 | 1–0 | —   | 0–2 | 2–4 | 1–3 | 1–1 | 1–1 | 0–0 | 0–0 | 2–2 | 1–3 | 0–1 | 2–1 | 0–1 | 1–1 | 1–2 |
| Lille                  | 2–1 | 5–0 | 1–0 | 1–0 | 1–0 | 3–0 | —   | 2–2 | 3–0 | 0–1 | 0–0 | 2–1 | 4–0 | 5–0 | 5–1 | 1–1 | 3–1 | 3–1 | 0–0 | 1–2 |
| Lyon                   | 2–0 | 2–1 | 1–1 | 4–0 | 1–3 | 2–1 | 2–2 | —   | 4–2 | 3–0 | 3–2 | 1–1 | 0–1 | 2–0 | 2–1 | 1–1 | 0–2 | 1–0 | 2–0 | 5–1 |
| Olympique de Marseille | 2–0 | 2–2 | 1–0 | 2–0 | 2–0 | 4–0 | 1–2 | 0–3 | —   | 1–1 | 1–0 | 1–2 | 1–0 | 2–1 | 0–2 | 0–0 | 2–2 | 2–0 | 3–2 | 4–0 |
| Monaco                 | 2–0 | 0–1 | 1–1 | 0–1 | 2–2 | 0–2 | 0–0 | 2–0 | 2–3 | —   | 1–2 | 1–0 | 1–1 | 1–1 | 0–4 | 0–0 | 1–2 | 2–3 | 1–5 | 2–1 |
| Montpellier            | 1–1 | 2–2 | 2–0 | 2–0 | 1–2 | 2–0 | 0–1 | 1–1 | 3–0 | 2–2 | —   | 1–1 | 1–0 | 3–0 | 3–2 | 2–4 | 2–2 | 0–0 | 1–1 | 2–1 |
| Nantes                 | 3–2 | 1–1 | 1–0 | 1–1 | 3–0 | 5–0 | 2–3 | 2–1 | 3–2 | 1–3 | 2–0 | —   | 1–2 | 2–4 | 3–2 | 0–0 | 0–1 | 1–1 | 0–1 | 4–0 |
| Nice                   | 1–0 | 0–0 | 1–0 | 0–1 | 0–4 | 3–0 | 2–0 | 1–0 | 0–1 | 2–0 | 1–0 | 1–1 | —   | 2–0 | 0–3 | 0–1 | 2–1 | 1–1 | 1–0 | 1–1 |
| Nîmes                  | 3–0 | 3–1 | 2–1 | 2–0 | 2–0 | 0–0 | 2–3 | 2–3 | 3–1 | 1–0 | 1–1 | 1–0 | 0–1 | —   | 2–4 | 0–0 | 3–1 | 1–1 | 2–2 | 0–1 |
| Paris Saint-Germain    | 5–0 | 3–1 | 1–0 | 3–0 | 4–0 | 9–0 | 2–1 | 5–0 | 3–1 | 3–1 | 5–1 | 1–0 | 1–1 | 3–0 | —   | 4–1 | 4–1 | 4–0 | 2–2 | 1–0 |
| Reims                  | 2–2 | 1–1 | 0–0 | 2–2 | 0–0 | 2–1 | 1–1 | 1–0 | 2–1 | 1–0 | 0–1 | 1–0 | 1–1 | 0–3 | 3–1 | —   | 2–0 | 0–2 | 2–1 | 0–1 |
| Rennes                 | 1–0 | 1–0 | 2–0 | 3–1 | 2–0 | 1–1 | 3–1 | 0–1 | 1–1 | 2–2 | 0–0 | 1–1 | 0–0 | 4–0 | 1–3 | 0–2 | —   | 3–0 | 1–4 | 1–1 |
| Saint-Étienne          | 0–0 | 4–3 | 3–0 | 2–1 | 3–0 | 2–1 | 0–1 | 1–2 | 2–1 | 2–0 | 0–1 | 3–0 | 3–0 | 2–1 | 0–1 | 2–0 | 1–1 | —   | 2–1 | 2–0 |
| Strasbourg             | 3–1 | 1–2 | 1–0 | 2–2 | 3–0 | 3–3 | 1–1 | 2–2 | 1–1 | 2–1 | 1–3 | 2–3 | 2–0 | 0–1 | 1–1 | 4–0 | 0–2 | 1–1 | —   | 1–1 |
| Toulouse               | 0–1 | 0–0 | 2–1 | 1–1 | 2–2 | 1–0 | 0–0 | 2–2 | 2–5 | 1–1 | 0–3 | 1–0 | 1–1 | 1–0 | 0–1 | 1–1 | 2–2 | 2–3 | 1–2 | —   |

## Play-off de rebaixamento
A temporada 2018–19 acabou com o Play-Off de rebaixamento entre o 18º time na classificação da Ligue 1, Dijon, e o vencedor da semi-final do Play-Off da Ligue 2, Lens, em um sistema de ida e volta.
| 30 de maio de 2019 | Lens           | 1 – 1 | Dijon               | Stade Bollaert-Delelis, Lens                |
| 20:45 CEST         | Bellegarde 49' |       | Kwon Chang-hoon 81' | Público: 37 355 Árbitro: FRA Amaury Delerue |

| 2 de junho de 2019 | Dijon                     | 3 – 1 | Lens        | Stade Gaston Gérard, Dijon                |
| 21:15 CEST         | Sliti 28', 90' · Saïd 70' |       | Duverne 39' | Público: 15 367 Árbitro: FRA Ruddy Buquet |

Dijon foi o vencedor pelo placar agregado de 4-2, com este resultado, ambos os times se mantiveram em suas divisões.

## Desempenho
Clubes que lideraram o campeonato ao final de cada rodada:
| Rodadas | Rodadas | Rodadas | Rodadas | Rodadas | Rodadas | Rodadas | Rodadas | Rodadas | Rodadas | Rodadas | Rodadas | Rodadas | Rodadas | Rodadas | Rodadas | Rodadas | Rodadas | Rodadas | Rodadas | Rodadas | Rodadas | Rodadas | Rodadas | Rodadas | Rodadas | Rodadas | Rodadas | Rodadas | Rodadas | Rodadas | Rodadas | Rodadas | Rodadas | Rodadas | Rodadas | Rodadas | Rodadas |
| ------- | ------- | ------- | ------- | ------- | ------- | ------- | ------- | ------- | ------- | ------- | ------- | ------- | ------- | ------- | ------- | ------- | ------- | ------- | ------- | ------- | ------- | ------- | ------- | ------- | ------- | ------- | ------- | ------- | ------- | ------- | ------- | ------- | ------- | ------- | ------- | ------- | ------- |
| 1       | 2       | 3       | 4       | 5       | 6       | 7       | 8       | 9       | 10      | 11      | 12      | 13      | 14      | 15      | 16      | 17      | 18      | 19      | 20      | 21      | 22      | 23      | 24      | 25      | 26      | 27      | 28      | 29      | 30      | 31      | 32      | 33      | 34      | 35      | 36      | 37      | 38      |
| OM      | PSG     | PSG     | PSG     | PSG     | PSG     | PSG     | PSG     | PSG     | PSG     | PSG     | PSG     | PSG     | PSG     | PSG     | PSG     | PSG     | PSG     | PSG     | PSG     | PSG     | PSG     | PSG     | PSG     | PSG     | PSG     | PSG     | PSG     | PSG     | PSG     | PSG     | PSG     | PSG     | PSG     | PSG     | PSG     | PSG     | PSG     |

Clubes que ficaram na última posição do campeonato ao final de cada rodada:
| Rodadas | Rodadas | Rodadas | Rodadas | Rodadas | Rodadas | Rodadas | Rodadas | Rodadas | Rodadas | Rodadas | Rodadas | Rodadas | Rodadas | Rodadas | Rodadas | Rodadas | Rodadas | Rodadas | Rodadas | Rodadas | Rodadas | Rodadas | Rodadas | Rodadas | Rodadas | Rodadas | Rodadas | Rodadas | Rodadas | Rodadas | Rodadas | Rodadas | Rodadas | Rodadas | Rodadas | Rodadas | Rodadas |
| ------- | ------- | ------- | ------- | ------- | ------- | ------- | ------- | ------- | ------- | ------- | ------- | ------- | ------- | ------- | ------- | ------- | ------- | ------- | ------- | ------- | ------- | ------- | ------- | ------- | ------- | ------- | ------- | ------- | ------- | ------- | ------- | ------- | ------- | ------- | ------- | ------- | ------- |
| 1       | 2       | 3       | 4       | 5       | 6       | 7       | 8       | 9       | 10      | 11      | 12      | 13      | 14      | 15      | 16      | 17      | 18      | 19      | 20      | 21      | 22      | 23      | 24      | 25      | 26      | 27      | 28      | 29      | 30      | 31      | 32      | 33      | 34      | 35      | 36      | 37      | 38      |
| TFC     | NAN     | GUI     | GUI     | GUI     | GUI     | GUI     | GUI     | GUI     | GUI     | GUI     | GUI     | GUI     | GUI     | GUI     | GUI     | GUI     | GUI     | GUI     | GUI     | GUI     | GUI     | GUI     | GUI     | GUI     | GUI     | GUI     | GUI     | CAE     | DIJ     | GUI     | CAE     | CAE     | GUI     | GUI     | GUI     | GUI     | GUI     |

## Estatísticas
| Pos. | Jogador         | Equipe                 | Gols |
| ---- | --------------- | ---------------------- | ---- |
| 1    | Kylian Mbappé   | Paris Saint-Germain    | 33   |
| 2    | Nicolas Pépé    | Lille                  | 22   |
| 3    | Edinson Cavani  | Paris Saint-Germain    | 18   |
| 4    | Florian Thauvin | Olympique de Marseille | 16   |
| 5    | Moussa Dembélé  | Lyon                   | 15   |
| 5    | Radamel Falcao  | Monaco                 | 15   |
| 5    | Neymar          | Paris Saint-Germain    | 15   |
| 8    | Andy Delort     | Montpellier            | 14   |
| 9    | Jonathan Bamba  | Lille                  | 13   |
| 9    | Wahbi Khazri    | Saint-Étienne          | 13   |

| Pos. | Jogador         | Equipe                 | Assists. |
| ---- | --------------- | ---------------------- | -------- |
| 1    | Téji Savanier   | Nîmes Olympique        | 13       |
| 2    | Ángel Di María  | Paris Saint-Germain    | 11       |
| 2    | Nicolas Pépé    | Lille                  | 11       |
| 4    | Memphis Depay   | Lyon                   | 9        |
| 4    | Jonathan Ikoné  | Lille                  | 9        |
| 4    | Kenny Lala      | Strasbourg             | 9        |
| 7    | Julian Draxler  | Paris Saint-Germain    | 8        |
| 7    | Lucas Ocampos   | Olympique de Marseille | 8        |
| 7    | Pedro Rebocho   | Guingamp               | 8        |
| 7    | Florian Thauvin | Olympique de Marseille | 8        |

### Hat-tricks
| Jogador         | Para                   | Contra   | Resultado | Data                   | Ref.   |
| --------------- | ---------------------- | -------- | --------- | ---------------------- | ------ |
| Nicolas Pépé    | Lille                  | Amiens   | 3–2       | 15 de setembro de 2018 | [ 5 ]  |
| Kylian Mbappé4  | Paris Saint-Germain    | Lyon     | 5–0       | 7 de outubro de 2018   | [ 6 ]  |
| Emiliano Sala   | Nantes                 | Toulouse | 4–0       | 20 de outubro de 2018  | [ 7 ]  |
| Edinson Cavani  | Paris Saint-Germain    | Monaco   | 4–0       | 11 de novembro de 2018 | [ 8 ]  |
| Florian Thauvin | Olympique de Marseille | Amiens   | 3–1       | 25 de novembro de 2018 | [ 9 ]  |
| Edinson Cavani  | Paris Saint-Germain    | Guingamp | 9–0       | 19 de janeiro de 2019  | [ 10 ] |
| Kylian Mbappé   | Paris Saint-Germain    | Guingamp | 9–0       | 19 de janeiro de 2019  | [ 10 ] |
| Kylian Mbappé   | Paris Saint-Germain    | Monaco   | 3–1       | 21 de abril de 2019    |        |
| Youcef Atal     | Nice                   | Guingamp | 3–0       | 28 de abril de 2019    |        |

4 Jogador marcou quatro gols

## Prêmios

### Prêmios anuais
| Prêmio               | Jogador            | Equipe              |
| -------------------- | ------------------ | ------------------- |
| Melhor jogador       | Kylian Mbappé      | Paris Saint-Germain |
| Melhor goleiro       | Mike Maignan       | Lille               |
| Melhor jogador jovem | Kylian Mbappé      | Paris Saint-Germain |
| Melhor treinador     | Christophe Galtier | Lille               |
| Melhor gol           | Loïc Rémy          |                     |

### Jogador do mês UNFP
| Mês       | Jogador         | Equipe                 | Ref. |
| --------- | --------------- | ---------------------- | ---- |
| Agosto    | Kylian Mbappé   | Paris Saint-Germain    |      |
| Setembro  | Nicolas Pépé    | Lille                  |      |
| Outubro   | Emiliano Sala   | Nantes                 |      |
| Novembro  | Wahbi Khazri    | Saint-Étienne          |      |
| Dezembro  | Kenny Lala      | Strasbourg             |      |
| Janeiro   | Nicolas Pépé    | Lille                  |      |
| Fevereiro | Kylian Mbappé   | Paris Saint-Germain    |      |
| Março     | Mario Balotelli | Olympique de Marseille |      |
| Abril     | Jonathan Bamba  | Lille                  |      |

### Seleção do Campeonato
| Pos. | Jogador         | Clube               |
| ---- | --------------- | ------------------- |
| G    | Mike Maignan    | Lille               |
| LD   | Kenny Lala      | Strasbourg          |
| Z    | Marquinhos      | Paris Saint-Germain |
| Z    | Thiago Silva    | Paris Saint-Germain |
| LE   | Ferland Mendy   | Lyon                |
| M    | Marco Verratti  | Paris Saint-Germain |
| M    | Tanguy Ndombélé | Lyon                |
| M    | Ángel Di María  | Paris Saint-Germain |
| A    | Kylian Mbappé   | Paris Saint-Germain |
| A    | Nicolas Pépé    | Lille               |
| A    | Neymar          | Paris Saint-Germain |